# San José Independencia, Oaxaca
San José Independencia är en ort i Mexiko.   Den ligger i kommunen San José Independencia och delstaten Oaxaca, i den sydöstra delen av landet, 290 km sydost om huvudstaden Mexico City. San José Independencia ligger 118 meter över havet och antalet invånare är 805.
Terrängen runt San José Independencia är varierad. Runt San José Independencia är det ganska tätbefolkat, med 86 invånare per kvadratkilometer. Närmaste större samhälle är San Pedro Ixcatlán, 17,7 km sydost om San José Independencia. I omgivningarna runt San José Independencia växer i huvudsak städsegrön lövskog.